# Южноафриканский ёж
Южноафриканский ёж (лат. Atelerix frontalis) — млекопитающее рода африканских ежей. Распространён в Анголе, Ботсване, Лесото, Намибии, Зимбабве и ЮАР.
Длина тела — 20 сантиметров. Масса — 300—700 грамм.
Иголки окрашены полосами в коричнево-шоколадный и чёрный цвет. На лбу чётко видна полоса белого меха.